# 73 Leonis
73 Leonis (73 Leo, n Leo, n Leonis) é uma estrela na constelação de Leo. Com uma magnitude aparente de 5,319, pode ser vista a olho nu em boas condições de visualização. Medições de paralaxe mostram que está a aproximadamente 390 anos-luz (118 parsecs) da Terra, com uma margem de erro de 30 anos-luz.
73 Leonis é uma estrela binária espectroscópica com um período orbital de 2 962,7 dias e uma excentricidade de 0,415. O componente primário é uma estrela gigante evoluída de classe K. Tem uma temperatura efetiva de 4 368 K e um raio de 28 raios solares. O componente secundário provavelmente é uma estrela de classe A da sequência principal.